# Los hombres de Paco
Los hombres de Paco es una serie de televisión española policiaca de comedia dramática producida por Globomedia y protagonizada por Paco Tous, Hugo Silva y Pepón Nieto. Emitida originalmente en Antena 3 entre el 9 de octubre de 2005 y el 19 de mayo de 2010, la serie fue creada por Daniel Écija y Álex Pina (creadores también de Los Serrano o Periodistas). La serie comenzó siendo una parodia y una caricatura del Cuerpo Nacional de Policía, pero a medida que avanzó se convirtió en un thriller con pinceladas de comedia. La serie está compuesta por diez temporadas y un total de 133 episodios.
El 22 de abril de 2020 se anunció que Atresmedia estaba preparando una continuación de la serie y que el rodaje comenzaría en verano de ese mismo año si la crisis del COVID-19 lo permitía. Más tarde se confirmó la presencia de Paco Tous, Pepón Nieto, Carlos Santos y Neus Sanz. El 24 de junio de 2020, los actores Hugo Silva y Michelle Jenner anunciaron que volverían a la serie en sus respectivos personajes. La nueva temporada constó de 16 capítulos, quedando distribuidos en dos partes de 8 capítulos cada una.

## Argumento
La serie sigue el día a día de la familia del inspector Paco Miranda (Paco Tous) que es trasladado a la comisaría de San Antonio (ficticio barrio conflictivo de Madrid) junto a los subinspectores y amigos, Lucas (Hugo Silva) y Mariano (Pepón Nieto). Los tres policías, que no son el arquetipo de unos profesionales competentes, resolverán los casos de la manera más surrealista posible y tendrán que adaptarse así a su nueva vida.  

## Temporadas
| Temporada | Temporada | Episodios | Episodios | Emisión original      | Emisión original       |
| Temporada | Temporada | Episodios | Episodios | Primera emisión       | Última emisión         |
| --------- | --------- | --------- | --------- | --------------------- | ---------------------- |
|           | 1         | 13        | 13        | 9 de octubre de 2005  | 9 de marzo de 2006     |
|           | 2         | 14        | 14        | 16 de marzo de 2006   | 28 de junio de 2006    |
|           | 3         | 13        | 13        | 10 de enero de 2007   | 11 de abril de 2007    |
|           | 4         | 13        | 13        | 18 de abril de 2007   | 25 de julio de 2007    |
|           | 5         | 13        | 13        | 8 de enero de 2008    | 15 de abril de 2008    |
|           | 6         | 13        | 13        | 22 de abril de 2008   | 1 de octubre de 2008   |
|           | 7         | 13        | 13        | 6 de enero de 2009    | 1 de abril de 2009     |
|           | 8         | 12        | 12        | 15 de abril de 2009   | 15 de julio de 2009    |
|           | 9         | 13        | 13        | 17 de febrero de 2010 | 19 de mayo de 2010     |
|           | 10        | 16        | 16        | 10 de mayo de 2021    | 9 de diciembre de 2021 |

## Reparto

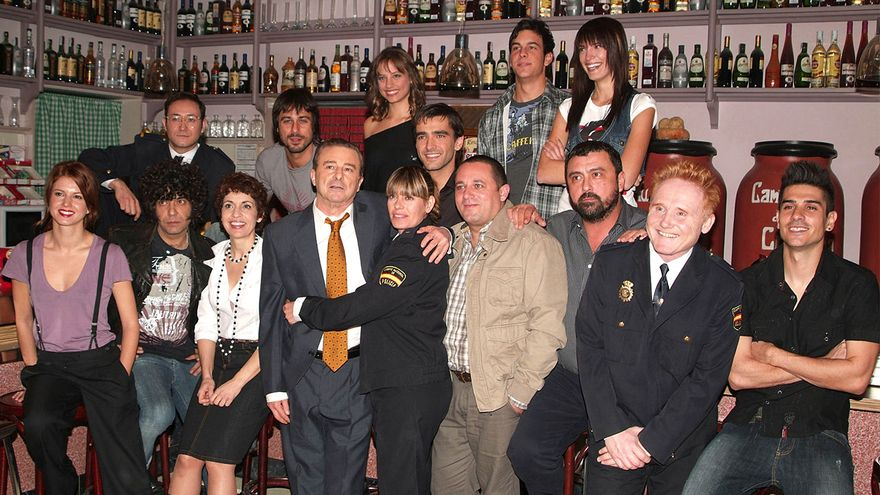
Elenco de la 5.ª temporada de Los hombres de Paco (2008).

### Reparto principal
| Actor            | Personaje                   | Temporadas | Temporadas | Temporadas | Temporadas | Temporadas | Temporadas | Temporadas | Temporadas | Temporadas | Temporadas | Capítulos |
| Actor            | Personaje                   | 1          | 2          | 3          | 4          | 5          | 6          | 7          | 8          | 9          | 10         | Capítulos |
| ---------------- | --------------------------- | ---------- | ---------- | ---------- | ---------- | ---------- | ---------- | ---------- | ---------- | ---------- | ---------- | --------- |
| Paco Tous        | Paco Miranda Ramos          | Principal  | Principal  | Principal  | Principal  | Principal  | Principal  | Principal  | Principal  | Principal  | Principal  | 133       |
| Adriana Ozores   | Lola Castro León            | Principal  | Principal  | Principal  | Principal  | Principal  | Principal  | Invitada   |            |            | Invitada   | 81        |
| Pepón Nieto      | Mariano Moreno              | Principal  | Principal  | Principal  | Principal  | Principal  | Principal  | Principal  | Principal  | Principal  | Principal  | 133       |
| Hugo Silva       | Lucas Fernández             | Principal  | Principal  | Principal  | Principal  | Principal  | Principal  | Invitado   | Invitado   |            | Recurrente | 86        |
| Neus Asensi      | Bernarda González           | Principal  | Principal  | Principal  |            |            |            |            |            |            |            | 35        |
| Michelle Jenner  | Sara Miranda Castro         | Principal  | Principal  | Principal  | Principal  | Principal  | Principal  | Principal  | Principal  | Recurrente | Recurrente | 110       |
| Fanny de Castro  | Concha Ramos                | Principal  |            |            |            |            |            |            |            |            |            | 8         |
| Marián Aguilera  | Silvia Castro León          | Principal  | Principal  | Principal  | Principal  | Principal  | Principal  | Principal  | Principal  | Invitado   |            | 103       |
| Aitor Luna       | Gonzalo Montoya             | Principal  | Principal  | Principal  | Principal  | Principal  | Principal  | Principal  | Principal  |            |            | 104       |
| Carlos Santos    | José Luis Povedilla         | Principal  | Principal  | Principal  | Principal  | Principal  | Principal  | Principal  | Principal  | Principal  | Principal  | 133       |
| Fede Celada      | Curtis Naranjo              | Principal  | Principal  | Principal  | Principal  | Principal  | Principal  | Principal  | Principal  | Principal  | Invitado   | 118       |
| Enrique Martínez | Enrique "Kike" Gallardo     | Principal  | Principal  | Principal  | Principal  | Principal  | Principal  | Principal  | Principal  |            |            | 104       |
| Neus Sanz        | Margarita "Rita" Pelaéz     | Principal  | Principal  | Principal  | Principal  | Principal  | Principal  | Principal  | Principal  | Principal  | Principal  | 132       |
| Alberto Ferreiro | Coque                       | Principal  |            |            |            |            |            |            |            |            |            | 18        |
| Dani Dutrera     | Gabri                       | Principal  |            |            |            |            |            |            |            |            |            | 6         |
| Álvaro Benito    | Jimmy                       | Principal  | Principal  |            |            |            |            |            |            |            |            | 67        |
| Juan Diego       | Don Lorenzo Castro Riquelme | Principal  | Principal  | Principal  | Principal  | Principal  | Principal  | Principal  | Principal  | Principal  | Invitado   | 110       |
| Nerea Garmendia  | Ruth Montalbán              |            |            | Invitada   | Principal  |            |            |            |            |            |            | 40        |
| Mario Casas      | Aitor Carrasco              | invitao    | invitao    | invitao    | principal  |            |            |            |            |            |            |           |
| Laura Sánchez    | Pepa Miranda Ramos          |            |            |            |            |            |            | Recurrente | Principal  | Principal  | Principal  | 57        |
| Jimmy Castro     | Nelson Amadú                |            |            |            |            |            |            | Principal  | Principal  |            |            | 25        |
| Patricia Montero | Lis Peñuelas Sánchez        |            |            |            |            |            |            |            |            | Principal  | Invitado   | 13        |
| Marcos Gracia    | Daniel Andradas             |            |            |            |            |            |            |            |            | Principal  |            | 15        |
| Ángela Cremonte  | Amaia Mondragón Naranjo     |            |            |            |            |            |            |            |            | Principal  |            | 13        |
| Álex Hernández   | Goyo Quintanares            |            |            |            |            |            |            |            |            | Principal  |            | 13        |
| Goya Toledo      | Reyes Sánchez Bilbao        |            |            |            |            |            |            |            |            | Principal  |            | 13        |
| Benjamín Vicuña  | Decker                      |            |            |            |            |            |            |            |            | Principal  |            | 13        |
| Amaia Sagasti    | Pilar "Ika" Miranda         |            |            |            |            |            |            |            |            |            | Principal  | 16        |
| Juan Grandinetti | Roberto Agüero              |            |            |            |            |            |            |            |            |            | Principal  | 15        |
| Amparo Larrañaga | Dolores Urbizu              |            |            |            |            |            |            |            |            |            | Principal  | 15        |

### Reparto Recurrente
| Actor                | Personaje                    | Temporadas | Temporadas | Temporadas | Temporadas | Temporadas | Temporadas | Temporadas | Temporadas | Temporadas | Temporadas | Capítulos |
| Actor                | Personaje                    | 1          | 2          | 3          | 4          | 5          | 6          | 7          | 8          | 9          | 10         | Capítulos |
| -------------------- | ---------------------------- | ---------- | ---------- | ---------- | ---------- | ---------- | ---------- | ---------- | ---------- | ---------- | ---------- | --------- |
| Olga Rodríguez       | Inés                         | Recurrente |            |            |            |            |            |            |            |            |            | 4         |
| Luis Callejo         | Aureliano Márquez            | Recurrente | Invitado   |            |            |            |            |            |            |            |            | 3         |
| Nadia de Santiago    | Kira                         | Recurrente | Invitado   |            |            |            |            |            |            |            |            | 3         |
| Alejandro Albarracín | Perico                       | Invitado   | Recurrente |            |            |            |            |            |            |            |            | 5         |
| Pedro Casablanc      | Comisario Torres             |            | Recurrente | Recurrente | Invitado   |            |            |            |            |            |            | 7         |
| David Janer          | Carlos Pacheco               |            |            | Recurrente | Recurrente |            |            |            |            |            |            | 14        |
| Laura Domínguez      | Eva Escobar                  |            |            | Recurrente | Recurrente | Invitado   | Invitado   |            |            |            |            | 22        |
| Juan Fernández       | Tomás Fernández "Castresana" |            |            | Recurrente | Recurrente |            |            |            |            |            |            | 10        |
| Clara Lago           | Carlota                      |            |            |            | Recurrente | Recurrente | Recurrente |            |            |            |            | 19        |
| Miguel de Lira       | Félix                        |            |            |            |            | Recurrente | Recurrente | Invitado   | Invitado   | Invitado   |            | 15        |
| Martín Aslan         | Dog                          |            |            |            |            |            |            |            |            |            | Recurrente | 1         |
| Brendan Price        | Smith                        |            |            |            |            | Recurrente | Invitado   |            |            |            |            | 8         |
| Eduardo Mayo         | Arrieta                      |            |            |            |            | Recurrente | Recurrente | Invitado   |            |            |            | 11        |
| Rubén Ochandiano     | Enrique                      |            |            |            |            | Recurrente | Invitado   |            |            |            |            | 8         |
| Francesc Garrido     | Portillo                     |            |            |            |            | Recurrente |            |            |            |            |            | 7         |
| Erica Prior          | Alison Morris                |            |            |            |            | Recurrente | Recurrente | Invitado   |            |            |            | 19        |
| Cristopher Miraval   | De Gaulle                    |            |            |            |            | Recurrente | Recurrente |            |            |            |            | 9         |
| Xavier Lafitte       | Philippe Mignon              |            |            |            |            | Recurrente | Recurrente |            |            |            |            | 10        |
| Miko Jarry           | André Salazar                |            |            |            |            | Recurrente | Recurrente |            |            |            |            | 16        |
| Cristina Plazas      | Marina Salgado               |            |            |            |            |            | Recurrente | Recurrente | Recurrente | Recurrente |            | 31        |
| Aixa Villagrán       | Leo                          |            |            |            |            |            |            | Recurrente | Recurrente |            |            | 21        |
| Asier Etxeandia      | Blackman                     |            |            |            |            |            |            | Invitado   | Recurrente | Recurrente |            | 9         |
| Gorka Aguinagalde    | Padre Sistiaga               |            |            |            |            |            |            |            |            | Recurrente |            | 6         |
| Manu Fullola         | El Caníbal                   |            |            |            |            |            |            |            |            | Recurrente |            | 10        |
| Betsy Túrnez         | Yolanda Soto                 |            |            |            |            |            |            |            |            |            | Recurrente | 9         |
| Jorge Kent           | Álvaro Peñafiel              |            |            |            |            |            |            |            |            |            | Recurrente | 13        |
| Veronika Moral       | María Urbizu                 |            |            |            |            |            |            |            |            |            | Recurrente | 6         |